# Élisabeth-Henriette de Hesse-Cassel
Pour les articles homonymes, voir Élisabeth de Hesse.
Élisabeth-Henriette de Hesse-Cassel née le 18 novembre 1661 et décédée le 7 juillet 1683 est une princesse allemande, fille de Guillaume VI de Hesse-Cassel et d'Edwige de Brandebourg (1623–1683), sœur Prince-électeur Frédéric-Guillaume Ier de Brandebourg.

## Biographie
Landgravine de Hesse-Cassel, la princesse Edwige de Brandebourg cherche dans sa parentèle le futur époux de sa fille la landgravine Élisabeth-Henriette. Elle songe à son neveu le prince électoral Frédéric de Brandebourg. Cependant, des pourparlers sont en cours entre les cours de Berlin et de Vienne entre lesquelles se négocie un projet d'union entre le calviniste Frédéric et une sœur catholique de l'empereur Léopold Ier, projet qui finit par échouer. 
En avril 1678, la landgravine se rend avec sa fille à Berlin. Tout en résidant au Château de Berlin, Élisabeth-Henriette doit attendre près d'un an jusqu'à la signature du traité de Nimègue avant de devenir enfin par mariage princesse électorale. 
Le 29 septembre 1680, Élisabeth-Henriette donne naissance à une fille, Louise-Dorothée de Brandebourg, mais meurt deux ans plus tard de la variole à 21 ans. Sa dépouille est inhumée dans la cathédrale de Berlin.
L'électeur se remariera en 1685 avec la princesse Sophie-Charlotte de Hanovre, nièce et filleule de la duchesse d'Orléans.
La princesse Louise-Dorothée épousera en 1700 son cousin le landgrave Frédéric Ier de Hesse-Cassel ; De santé précaire, elle mourra en donnant le jour à un enfant mort-né après cinq ans de mariage. Le landgrave, veuf et sans enfant, se remariera avec la sœur du roi Charles XII de Suède et deviendra à son tour roi de Suède.